# Палеоэскимосы
Палеоэскимосы — условное название древнего коренного населения Арктики. Несмотря на своё название, данные археологических раскопок и анализа ДНК указывают на то, что палеоэскимосы не были предками современных гренландских калаалитов, канадских инуитов и юпиков, предков которых относят к неоэскимосской традиции. Они обнаруживают генетическую близость к чукчам и алеутам, а потому их родиной, по-видимому, был район Берингова моря, откуда они постепенно заселили северо-запад острова Гренландия около 4500 лет назад, где их культура (стоянка Индепенденс) достигла своего апогея. До появления неоэскимосской традиции, основой развития палеоэскимосских культур стала Арктическая традиция малых орудий, в рамках которой обычно выделяют комплекс Денби-Флинт на Аляске и ранние палеоэскимосские культуры Канадской Арктики и Гренландии (Саккак, Индепенденс I, Пре-Дорсет (англ.) и Дорсет), поселение древнекитобойной культуры на м. Крузенштерн, культуры Чорис, Нортон и Ипиутак на Аляске, а также палеоэскимосские памятники Чукотки. 
Используя методы анализа полногеномных данных генетики показали, что палеоэскимосы внесли заметный вклад в этногенез народов на-дене, но не других групп американских индейцев. В 2017 г. были опубликованы более полные результаты этого исследования. Это проливает свет на Дене-енисейскую языковую гипотезу. Палеоэскимосы существовали в изоляции от других популяций на протяжении четырех тысячелетий и исчезли примерно 700 лет назад, когда были вытеснены представителями культуры туле.
Также канадскими исследователями было установлено полное генетическое несходство палеоэскимосов с морской архаической культурой, населявшей северо-восток Канады до их прихода.
Палеоэскимосы были очень умелыми охотниками. Их основным занятием был моржовый промысел. Питались они также мясом различных видов птиц, северных оленей, китов, потребляли рыбу и моллюсков. Наиболее известная стоянка палеоэскимосов — Кекертасуссук, была обнаружена в 1983 году. Благодаря холодному климату и вечной мерзлоте до нас дошли многие артефакты палеоэскимосской культуры, которая угасла около 2800—2400 лет назад. Развитие их культуры происходило неравномерно в разных регионах Арктики. На территории СССР в 1975 году советскими учёными была обнаружена крайняя западная палеоэскимосская стоянка — так называемый Чёртов овраг на острове Врангеля (административно — Чукотский автономный округ).
Женскими орудиями труда были нож (уляк') и скребок с каменным или металлическим вкладышем для выделки шкур (як'ирак'). Нож имел лезвие трапециевидной формы с закругленным режущим краем и деревянную рукоятку.

## Происхождение палеоэскимосов
Археологические свидетельства приморской адаптации в арктических регионах обнаружены в Северо-Восточной Пацифике (до 10 000 кал. л. н. в Британской Колумбии и на Юго-Востоке Аляски, ~9000 кал. л. н. на Алеутских островах, ~7500 кал. л. н. на о. Кодьяк), а специализированная культура морских охотников палеоэскимосов формировалась с ~5000-4500 кал. л. н. в арктических районах Аляски, Канады и Гренландии на основе "арктической традиции малых орудий" (далее AST – Arctic small tool tradition), которая делится на Западную (Аляска) и Восточную (Канадская Арктика и Гренландия).
Происхождение традиции AST связывают с миграцией носителей древних культур Северо-Востока Азии через Берингов пролив около 5500 кал. л. н., что совпадает с распространением белькачинской культуры в Северо-Восточной Сибири (6000-4700 кал. л. н.), характеризующейся шнуровой керамикой, вкладышевыми орудиями, костяными изделиями, шлифованными теслами и бифасиальными наконечниками.
Палеогенетические исследования показали, что большинство палеоэскимосских образцов принадлежат к гаплогруппе D2a мтДНК, которая присутствует у современных алеутов, чукчей, сирениковских эскимосов и индейцев на-дене, но редко встречается у современных инуитов, при этом выявлено прямое генетическое сходство между древними и современными алеутами и носителями палеоэскимосских культур Канадской Арктики и Гренландии.
Палеогенетическое исследование древнего индивида из Дуванного Яра выявило, что его популяция, обитавшая в бассейне Колымы около 9 800 кал. л. н. на рубеже позднего плейстоцена и раннего голоцена, представляла особую ветвь палеолитического населения Сибири, ставшую предковой для палеоэскимосов (по линии Q-NWT01 Y-ДНК), неоэскимосов, чукотско-камчатской общности и повлиявшую на генофонд предков кетов и атапасков.
Палеогенетическое исследование древних индивидов из сыалахского погребения Матта-1 (~6800 кал. л. н.) и белькачинского погребения Оннес (~6300 кал. л. н.) выявило гаплогруппы F1d и D4b1c мтДНК и генетическую близость к палеоэскимосам, чей генофонд включал древний палеосибирский компонент и восточноазиатский компонент, сходный с генетическими профилями из погребений Якутии, Приморья и Забайкалья, что указывает на вероятную миграцию предков палеоэскимосов на Аляску около 5500-5300 кал. л. н., связанную с представителями белькачинской культуры.
Палеоэскимосы, заселившие территории от Юго-Западной Аляски до Гренландии около 5000-4500 кал. л. н., сменили популяции Северной Архаической традиции на северо-западе Аляски и стали первыми жителями арктических регионов Канады и Гренландии, демонстрируя на протяжении 3000 лет генетическую и культурную преемственность через комплекс Денби-Флинт, представители которого вели мобильный образ жизни в небольших родственных группах до 10-15 человек, охотясь на оленей и занимаясь морским промыслом.
Археологические следы первопроходцев традиции AST в Канадской Арктике возрастом ранее 4500-4400 кал. л. н., объединяемые некоторыми исследователями под названием "Начальный Пре-Дорсет", стали основой для развития последующих палеоэскимосских культур в Канадской Арктике и Гренландии, образуя прямую линию развития от комплекса Денби-Флинт и Начального Пре-Дорсета до ранних палеоэскимосских культур Пре-Дорсет (4500-2700 кал. л. н.), Индепенденс I (4500-3800 кал. л. н.) и Саккак (4500-2800 кал. л. н.).
Палеоэскимосская культурная традиция на Крайнем Северо-Востоке Азии возникла в результате обратной миграции групп из Канадской Арктики и Аляски в зону Берингова пролива из-за климатических изменений, повлиявших на морских млекопитающих, и представлена стоянкой Чёртов Овраг на о. Врангеля (3 300–2 850 14C л. н. / 3 500–2 900 кал. л. н.) и поселением Уненен (3 300–2 900 14C л. н. / 3 500–3 000 кал. л. н.).
Токаревская культура Северного Приохотья демонстрирует генетическую связь с палеоэскимосским кругом археологических культур, что подтверждается сходством каменной индустрии, использованием прямоугольных очагов, идентичных найденным на стоянке Чёртов Овраг (о. Врангеля), и развитым арсеналом для морского зверобойного промысла. Генетические исследования выявили связь носителей токаревской культуры с индивидом из Дуванного Яра (линии G1b мтДНК и Q-NWT01 Y-ДНК), а также генетическую идентичность древних обитателей стоянки Ольская с палеоэскимосами Гренландии культуры Саккак по линии D2a1 мтДНК. Важным свидетельством связей является "арктическая" мутация гена CPT1A, обнаруженная у палеоэскимосов Гренландии и Канады (4000 л.н.), представителей токаревской культуры (3000 л.н.) и культуры позднего дземона Хоккайдо (3800-3500 л.н.), причем последняя миграция (2500-2000 л.н.) принесла из Северного Приохотья на Хоккайдо и в Приамурье митохондриальную гаплогруппу G1b и этот "арктический" вариант гена.

### Хронологическая схема палеоэскимосской традиции и близких культур[1][12]
| Период (кал. лет)              | Аляска                    | Канадская Арктика и Гренландия | Чукотка и Северное Приохотье |
| ------------------------------ | ------------------------- | ------------------------------ | ---------------------------- |
| 500-1250 гг.                   |                           | Поздний Дорсет                 |                              |
| 200-800 гг.                    | Ипиутак                   |                                |                              |
| 1-500 гг.                      |                           | Средний Дорсет                 |                              |
| 750 г. до н. э. - 600 г. н. э. | Нортон                    |                                |                              |
| 800-1 гг. до н. э.             |                           | Ранний Дорсет                  |                              |
| 800-100 гг. до н. э.           |                           | Индепенденс II                 |                              |
| 800 г. до н. э. - 500 г. н. э. |                           |                                | Токаревская культура         |
| 1000-400 гг. до н. э.          | Чорис                     |                                |                              |
| Около 1000 г. до н. э.         |                           |                                | Чёртов Овраг                 |
| 1150-850 гг. до н. э.          | Древнекитобойная культура |                                |                              |
| 1500-1300 гг. до н. э.         |                           |                                | Уненен                       |
| 2400-800 гг. до н. э.          |                           | Саккак                         |                              |
| 2400-1000 гг. до н. э.         |                           | Индепенденс I Пре-Дорсет       |                              |
| 2900-2400 гг. до н. э.         |                           | Начальный Пре-Дорсет           |                              |
| 3200 BC - 1200 гг. до н. э.    | Денби-Флинт               |                                |                              |